# Benedict János
Benedict János (Budapest, Terézváros, 1906. október 29. – Budapest, 1984. július 2.) belgyógyász.

## Élete
Benedict Henrik (1871–1926) belgyógyász és Mezei Ilma (1880–1944) fiaként született zsidó családban. Nagybátyja Egry Aurél (1874–1948) ügyvéd, jogtudós. A Kegyes-tanítórendek Budapesti Főgimnáziumában érettségizett (1923). 1929-ben avatták orvosdoktorrá a budapesti Pázmány Péter Tudományegyetem Orvostudományi Karán. Ezt követően az I. sz. Kórbonctani Intézet díjtalan gyakornoka lett. Az 1930/1931. tanévet a berlini Collegium Hungaricumban töltötte mint egyetemi gyakornok. 1931-től 1936-ig a Korányi Sándor által vezetett III. sz. Belklinika díjtalan gyakornoka. 1935-ben belbetegségek tárgykörből szakorvosi vizsgát tett. 1936-től a II. sz. Belklinika díjtalan gyakornoka, majd tanársegéde. A zsidótörvények következtében elbocsátották klinikai állásából. A háborút követően az I. sz. Belklinika fizetéstelen tanársegéde lett. 1949-től a Kecskeméti Városi Közkórház (Bács-Kiskun megye Tanácsa Kórháza) Belgyógyászati Osztályának főorvosa 1973-as nyugalomba vonulásáig.
Számos alkalommal vett részt hazai és nemzetközi belgyógyászkongresszusokon, konferenciákon, mintegy 50 tudományos cikke és értekezése jelent meg. Egyik alapító tagja, s megalakulása után elnöke az Orvos-Egészségügyi Szakszervezet Bács-Kiskun megyei Tudományos Tanácsának.
1947. június 23-án házasságot kötött Bér Terézzel. Fia Benedict Mihály (1948) fizikus.
A kecskeméti köztemetőben nyugszik.

## Művei
- A rheumás és lueses aortabillentyűelváltozások szöveti különbségei. (Magyar Orvosi Archivum, 1931)
- A kísérleti daganatkutatás újabb eredményei. (Természettudományi Közlöny, 1931)
- A cukorbeteg sorsa otthonában. Kemény Istvánnal. (Népegészségügy, 1935, 22.)
- Ketontestek befolyása a serumlipasera. Mayer Györggyel. (Magyar Orvosi Archívum, 1936)
- Az ikrek cukorbetegsége. (Orvosi Hetilap, 1938, 43.)
- Cold-Pressor-Test vizsgálatok hypertoniás betegeken. Erős Józseffel, Zsoldos Istvánnal. (Orvosi Hetilap, 1948, 13.)
- Újabb nézőpontok az essentialis hypertonia kóroktanában. (Orvosok Lapja, 1949, 1.)
- Tömeges anyarozsmérgezés fertőzött lisztből sütött kenyértől. Kiss Ágostonnal. (Orvosi Hetilap, 1950, 25.)
- Nucleographia az alsó ágyéki porckorongsérvek diagnostikájában. Jobbágy Andorral, Turtsányi Ede Vilmossal. (Orvosi Hetilap, 1951, 22.)
- A köszvényes vesére vonatkozó klinikai és pathológiai megfigyelések. Pogátsa Gáborral, Kendrey Gáborral. (Orvosi Hetilap, 1961, 7.)
- Észlelések antimalaricummal és anaboliticus hormonnal kezelt dermatomyositises betegen. Homoky Istvánnal, Faragó Ferenccel. (Orvosi Hetilap, 1962, 38.)
- Chinidinresistens, intravenás pronestylre szűnő paroxysmalis kamrai tachycardia. Fischer Tamással. (Magyar Belorvosi Archivum, 1965, 2.)
- Benedict Henrik elfelejtett tanulmányai a metatuberculotikus kórképekről. Jármai Árpáddal. (Orvosi Hetilap, 1968, 48.)

## Díjai, elismerései
- Érdemes orvos (1952)
- Kiváló orvos (1967)
- Munka Érdemrend arany fokozata (1973)